# Jeremejewo (Baschkortostan)
Jeremejewo (russisch Еремеево, baschkirisch Йәрми) ist ein Dorf in Baschkortostan, Russland. Es ist Verwaltungssitz der Landratsgemeinde (Selsowet) Jeremejewski selsowet.

## Geographie
Der Ort liegt im Tschischminski rajon, 4 Kilometer bzw. 4 Straßenkilometer nordöstlich vom Verwaltungssitz des Rajons, Tschischmy, entfernt. Der nächstgelegene Ort ist Kawetka. Der Ort liegt an der Mündung des Flusses Slak. Die nächste größere Stadt ist Ufa.

## Geschichte
Der Ort wurde vermutlich Ende des 17. Jahrhunderts gegründet. 1795 wurde die Bevölkerung gezählt, 5 Dörfer, darunter auch Jeremejewo, wurden genannt. 696 Menschen lebten in 88 Haushalten. Im Jahr 1865 lebten in Jeremejewo 364 Menschen in 75 Haushalten, es gab eine Moschee und eine Schule. Eine sowjetische Schule wurde 1928 gegründet. 1933 entstand ein Kolchos, 1958 ein weiterer.

## Bevölkerung
Im Jahr 2010 lebten 543 Menschen im Dorf, die meisten davon Tataren.
| Jahr | Einwohner |
| ---- | --------- |
| 1795 | 696       |
| 1865 | 364       |
| 1906 | 612       |
| 1920 | 854       |
| 1939 | 917       |
| 1959 | 712       |
| 1989 | 713       |
| 2002 | 513       |
| 2010 | 543       |